# Петцольд, Конрад
Конрад Петцольд (нем. Konrad Petzold; 1930—1999) — немецкий кинорежиссёр и сценарист, автор приключенческого кино, известный в первую очередь по участию в создании вестернов киностудии ДЕФА с участием Гойко Митича.

## Биография
Родился младшим из шести детей в небогатой семье рабочего и домохозяйки. После окончания Второй мировой войны организовал в своём городе молодёжный любительский театр. После 1949 года работает на студии ДЕФА, в 1950-м году дебютировал как киноактёр. После стажировки в школе кино и телевидения при Академии искусств в Праге, снимает в Чехословакии в 1955 году свой первый игровой фильм — комедию «Дураки среди нас» (Blázni mezi námi). Приключенческий фильм «Собака на болоте» (нем. Der Moorhund) принесла Петцольду национальное признание, особенно среди молодёжи. Однако следующий фильм «Платье» (нем. Das Kleid) по мотивам сюжета сказки «Новое платье короля» был обвинён в скрытой политической сатире на действующий строй, а режиссёр временно отстранён от профессии.
В 1969 году Петцольд снимает свой первый из пяти «индейских фильмов» (нем. Indianerfilme), ставших на многие годы «визитной карточкой» киностудии ДЕФА и самого режиссёра. После объединения Германии в 1990 году режиссёр оказался невостребованным.

## Избранная фильмография
| Год  |   | Русское название   | Оригинальное название  | Роль     |
| ---- | - | ------------------ | ---------------------- | -------- |
| 1964 | ф | Минута молчания    | Das Lied vom Trompeter | режиссёр |
| 1969 | ф | Белые волки        | Weisse Wölfe           | режиссёр |
| 1969 | ф | Смертельная ошибка | Tödlicher Irrtum       | режиссёр |
| 1971 | ф | Оцеола             | Osceola                | режиссёр |
| 1974 | ф | Кит и компания     | Kit & Co               | режиссёр |
| 1983 | ф | Вождь Белое Перо   | Der Scout              | режиссёр |